# Пуркаєво
Пурка́єво (рос. Пуркаєво, ерз. Пичале) — село у складі Дубьонського району Мордовії, Росія. Адміністративний центр та єдиний населений пункт Пуркаєвського сільського поселення.
Стара назва — Налітово.
У селі народився Герой Радянського Союзу Жадейкін Максим Степанович (1914-1944).

## Населення
Населення — 764 особи (2010; 1000 у 2002).
Національний склад (станом на 2002 рік):
- мордва — 59 %